# Crispian St. Peters
Crispian St. Peters, nome d'arte di Robin Peter Smith (Swanley, 5 aprile 1939 – 8 giugno 2010), è stato un cantante, musicista e chitarrista britannico.
Divenne noto negli anni '60, in particolare per le canzoni di successo scritte dal duo The Changin' Times (tra cui The Pied Piper) e il brano You Were on My Mind, firmato dal duo Ian & Sylvia. La sua popolarità diminuì dopo che egli affermò con spavalderia di essere migliore di altri cantanti famosi.

## Biografia
Robin Peter Smith nacque a Swanley, nel Kent, e frequentò la Swanley Secondary Modern School. Imparò a suonare la chitarra e nel 1954 interruppe gli studi per diventare proiezionista in un cinematografo. 
Nel 1956 tenne la sua prima esibizione musicale dal vivo, come membro degli Hard Travellers. Fra la fine degli anni '50 e l'inizio degli anni '60, oltre a svolgere il servizio militare, fu membro dei The Country Gentlemen, dei Beat Formula Three e dei Peter & The Wolves.
Nel 1963 fu notato da David Nicholson, un addetto stampa della EMI che divenne il suo manager. Nicholson gli scelse il nome d'arte e lo convinse a tentare la carriera solista. L'artista firmò con la Decca Records nel 1965. I suoi primi due singoli con questa etichetta discografica, No No No e At This Moment, non ebbero successo. Fece due apparizioni televisive nel Regno Unito nel febbraio di quell'anno.
Nel 1966 la carriera di St. Peters finalmente decollò, con You Were on My Mind, una canzone scritta e registrata per la prima volta nel 1964 dal duo folk canadese, Ian & Sylvia, e in seguito negli USA dal gruppo We Five. La versione di St. Peters raggiunse il secondo posto nelle charts del Regno Unito e fu poi pubblicata negli Stati Uniti dall'etichetta Jamie Records.  Incise poi The Pied Piper, canzone che divenne il suo maggiore successo, affermandosi sia negli Stati Uniti e nel Regno Unito. Nel 1967, St. Peters pubblicò il suo primo LP, Follow Me....
St. Peters rilasciò quindi un'intervista al New Musical Express vantandosi di essere un cantautore migliore dei Beatles, di Elvis Presley, di Sammy Davis Jr., di Dave Berry e di Tom Jones. Queste affermazioni non furono ben accolte dalla stampa, che iniziò a trattarlo come un presuntuoso. L'artista finì poi per essere abbandonato dalla Decca e venne ricoverato in una clinica in seguito a un crollo nervoso.
Nel 1970 firmò con la Square Records un contratto discografico, pubblicando quindi un nuovo LP, Singly, di sapore country. Fece uscire anche altri album, fino al 2000. Cinque anni prima il cantante era stato colpito da un ictus, che gli avrebbe lasciato qualche lieve deficit a carico dell'apparato respiratorio. Dal 2003 contrasse frequenti polmoniti, molte delle quali lo costrinsero al ricovero in ospedale. 
Morì l'8 giugno 2010, dopo una lunga malattia, all'età di 71 anni.

## Vita privata
Fu sposato una volta sola, dal 1969 al 1974. Dal matrimonio, conclusosi col divorzio, nacquero una figlia, Samantha, e un figlio, Lee.